# Frank Sinatra
Pour les articles homonymes, voir Sinatra.
Frank Sinatra, né le 12 décembre 1915 à Hoboken (New Jersey) et mort le 14 mai 1998 à Los Angeles (Californie) au centre médical Cedars-Sinaï, est un chanteur, acteur et producteur de musique américain.
Né de parents italiens (d'un père d'origine sicilienne et d'une mère originaire de Ligurie), Sinatra est l'une des figures majeures de la musique américaine. Crooner à la réputation mondiale, il est surnommé « The Voice » (« La Voix ») ou encore « le gangster d'Hoboken », en raison de ses liens avec la mafia.
C'est l'un des chanteurs les plus influents du XXe siècle et sa popularité est comparable à celle de ses compatriotes comme Elvis Presley, Bing Crosby ou Michael Jackson. Le critique musical américain Robert Christgau le qualifie même de « plus grand chanteur du XXe siècle ». Son répertoire comprend plus de 2 000 chansons pour environ 150 millions de disques vendus. Au cours de sa carrière, il a enregistré 59 albums studio.
Sa carrière débute à l'ère du swing, comme chanteur dans les orchestres de jazz de Harry James et Tommy Dorsey. Il connaît le succès dès 1943, après avoir signé chez Columbia Records. Devenu l'idole des bobby-soxers, il sort son premier album en 1946, The Voice of Frank Sinatra. En 1953, il remporte l'Oscar du meilleur second rôle pour son interprétation dans Tant qu'il y aura des hommes. La même année, il signe chez Capitol Records et enregistre plusieurs albums à succès (In the Wee Small Hours, Songs for Swingin' Lovers!, Come Fly with Me, Only the Lonely et Nice 'n' Easy). En 1961, il fonde Reprise Records, son propre label, et effectue une tournée internationale. Membre fondateur du Rat Pack, aux côtés de Dean Martin et Sammy Davis Jr., il fréquente de nombreuses célébrités et hommes d'État, dont John F. Kennedy.
Dans les années 1960, il enregistre ses deux plus grands succès, Strangers in the Night (1966) et My Way (1969). Il prend une première fois sa retraite en 1971 après quelques albums et films sans succès, mais revient en 1973 et connait à nouveau la gloire en interprétant la chanson New York, New York, reprise de la bande originale du film homonyme de Martin Scorsese (la version originale étant interprétée par Liza Minnelli). Vivant à Las Vegas, où il se produit chaque soir dans les plus grands casinos, il réalise également de nombreuses tournées aux États-Unis et dans le reste du monde jusqu'en 1995. Durant sa carrière cinématographique, il a également été dirigé par certains des plus grands réalisateurs de l'âge d'or hollywoodien, dont Otto Preminger, John Huston, Frank Capra, Vincente Minnelli et Joseph Mankiewicz.
Engagé en politique, il est un fervent soutien du Parti démocrate de 1944 à 1970, avant de soutenir le camp républicain et notamment son ami Ronald Reagan. Marié à quatre reprises, notamment avec les actrices Ava Gardner et Mia Farrow, il a trois enfants, dont la chanteuse Nancy Sinatra. Dans les années 1990, une enquête a montré que Sinatra avait eu des liens avec des pontes de la mafia italo-américaine tels que Carlo Gambino, Sam Giancana ou Lucky Luciano.

## Biographie

### Enfance
Né à Hoboken (ville marquée par ses enclaves ethniques — Irlandais, Juifs, Italiens — source de frictions) dans le New Jersey, Frank Sinatra est l'enfant unique d'immigrés italiens représentant une famille typique de la petite bourgeoisie américaine. Sa mère Natalie Della Garavanti, institutrice originaire de Ligurie, devient sage-femme auprès des mères immigrantes, pratiquant à l'occasion des avortements clandestins, et se mêle de politique locale, devenant déléguée démocrate dans l'équipe du maire de Jersey City, Frank Hague. Son père Anthony Martin Sinatra (en) (né Saverio Antonino Martino Sinatra), est d'origine sicilienne, de la commune de Lercara Friddi, ville natale de Lucky Luciano. Illettré, il est d'abord boxeur et combat sous le nom irlandais de Marty O'Brien car à l'époque les immigrés italiens sont mal considérés, puis ouvre un bar, le « Marty O'Brien's Bar », durant la Prohibition.
Sa mère lui offre une radio où il écoute son chanteur favori, le crooner Bing Crosby, qui est à l'origine de sa vocation. Frank commence ainsi à se produire dans le bar familial.

### Jeunesse

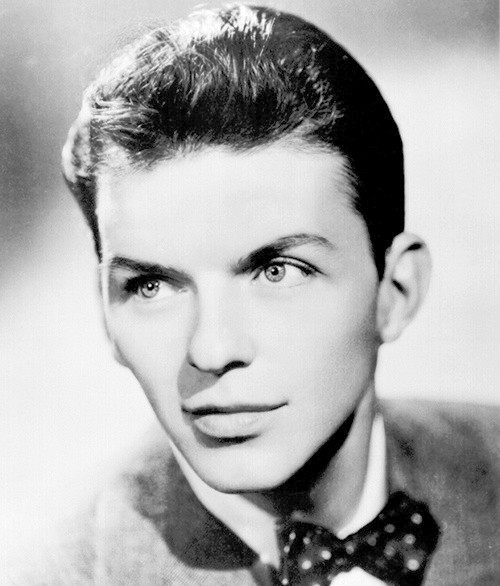
Dans la revue américaine Billboard en 1943.

Quittant l'école à quinze ans, non diplômé, il vit de petits boulots (livreur, riveteur), mais il veut surtout chanter malgré une ouïe déficiente, ayant eu le tympan perforé lors de sa naissance. Il se produit dans de petits clubs et court les radio-crochets. Le 8 septembre 1935, il débute en amateur au sein d'une formation locale, le groupe des Hoboken Four. D'août 1937 à juin 1939, il se produit à la Rustic Cabin (saloon-restaurant d'Englewood, dans le New Jersey). Le spectacle est diffusé sur les ondes de la radio new-yorkaise WNEW#. En juin 1939, il est engagé par le trompettiste Harry James dans l'orchestre duquel il se produit à Baltimore et enregistre une dizaine de titres. En 1938, Frank Sinatra est arrêté pour adultère avec une femme mariée, avant d’être rapidement relâché,.

### Carrière
Sa carrière musicale décolle le 26 janvier 1940 lorsqu'il débute dans l'orchestre (big band) de Tommy Dorsey avec lequel il reste plus de deux ans et enregistre une centaine de titres avec le groupe vocal The Pied Pipers, dont les plus célèbres sont : Imagination, I'll Be Seeing You, I'll Never Smile Again, Without a Song, There Are Such Things, Polka Dots and Moonbeams, Stardust, etc.

Années 1930 et années 1940
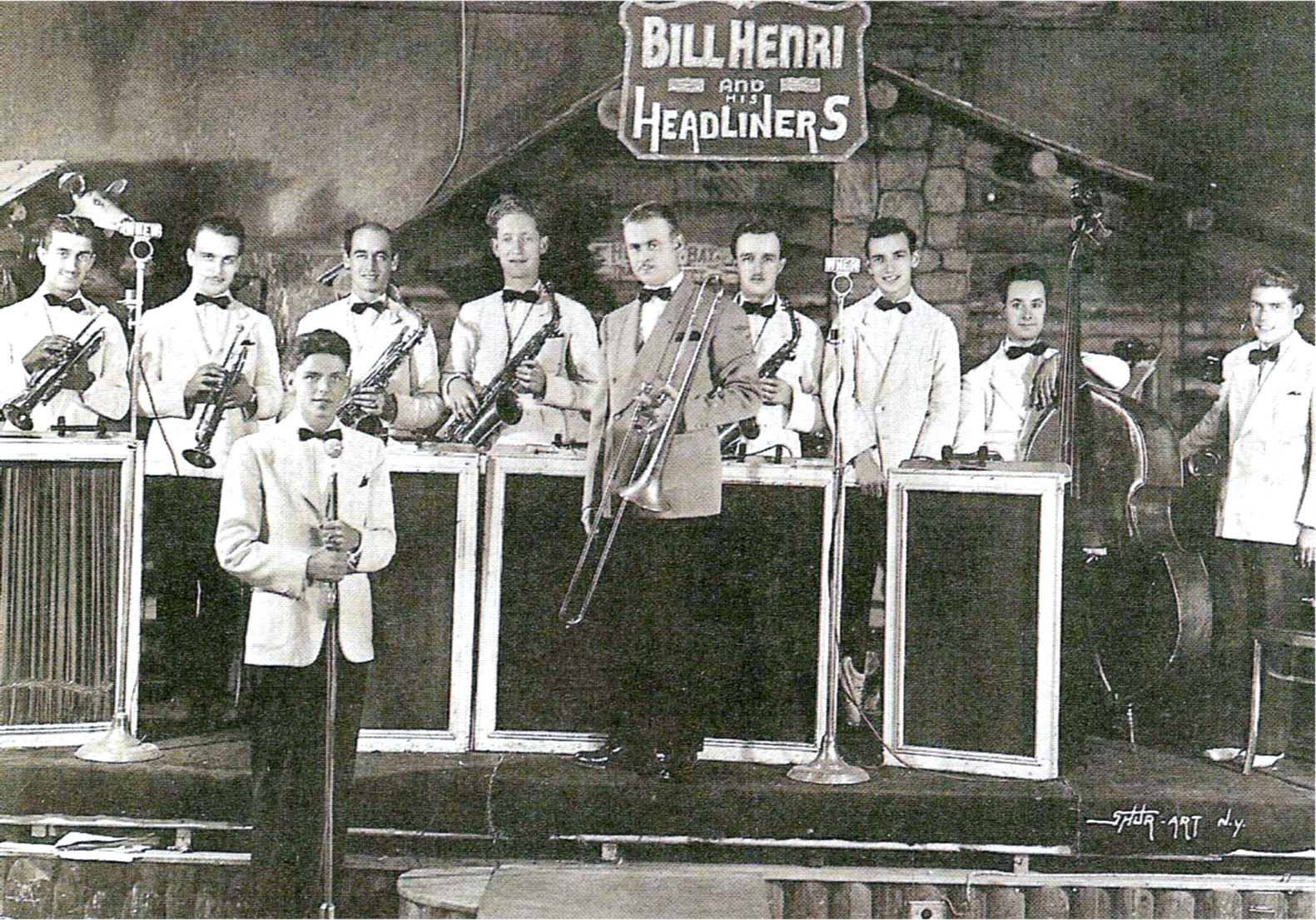
Au Rustic Cabin à Englewood Cliffs dans le New Jersey (1938).
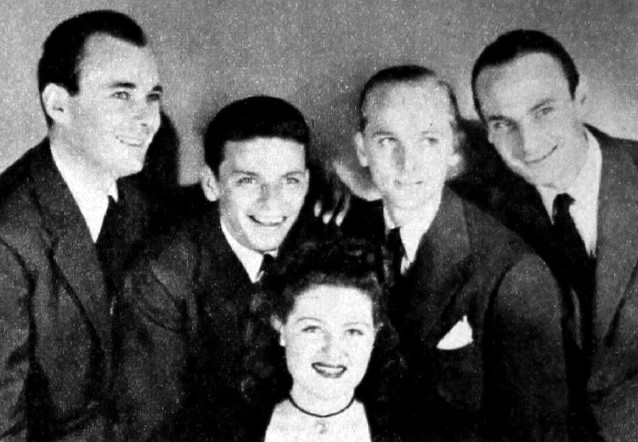
Avec The Pied Pipers (1939).
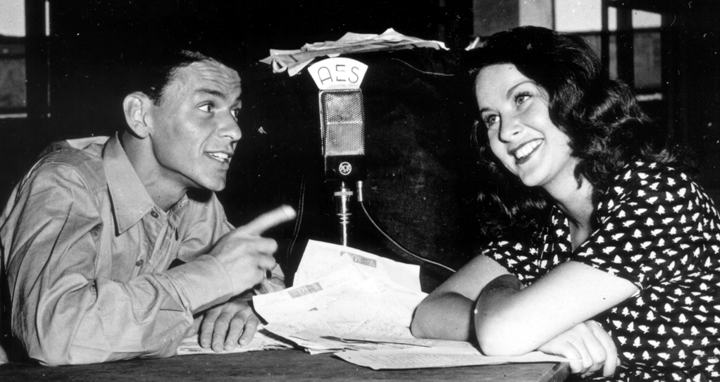
À la radio avec l'actrice italienne Alida Valli (Seconde Guerre mondiale).
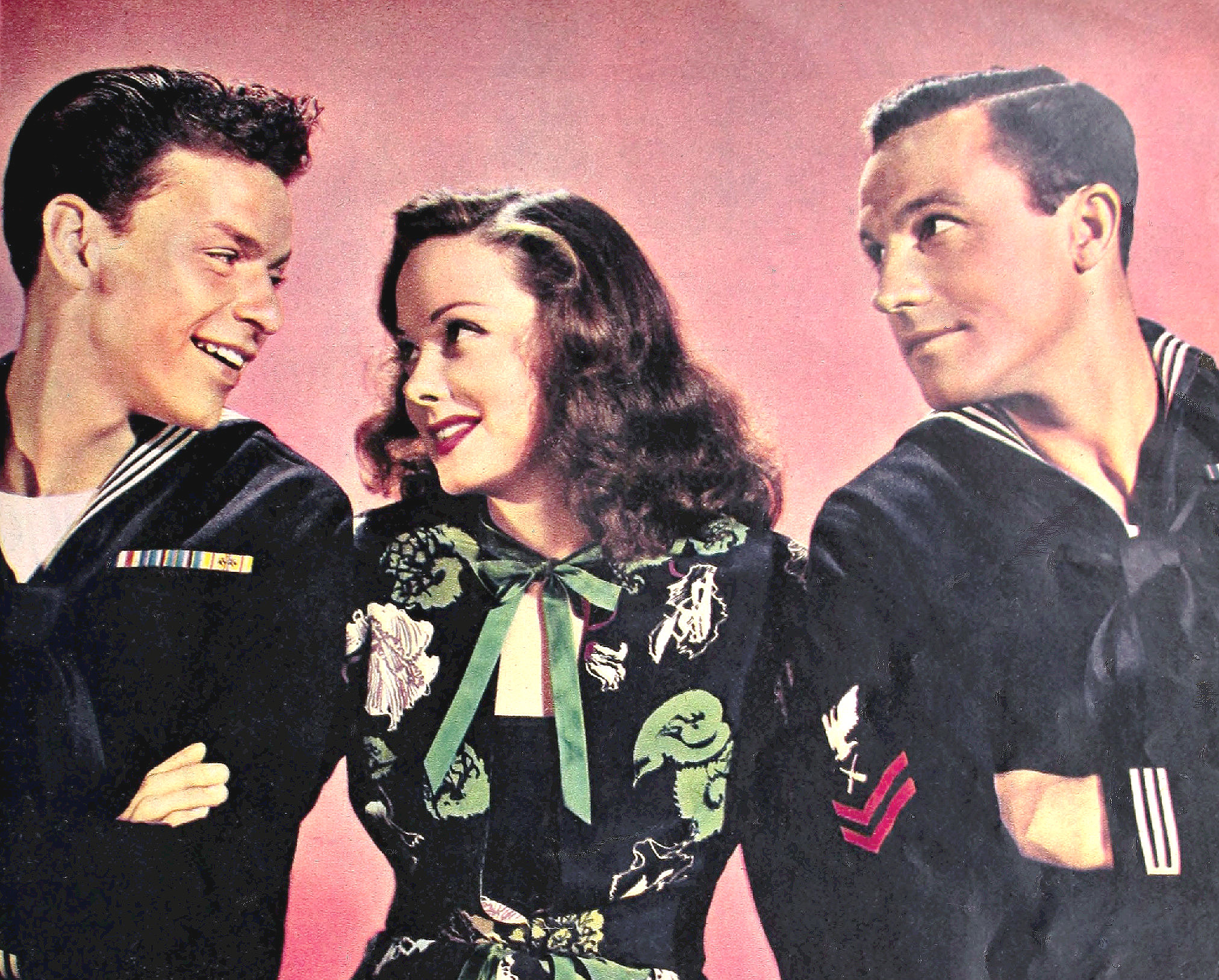
Avec Kathryn Grayson et Gene Kelly, pour le film Escale à Hollywood (1945).
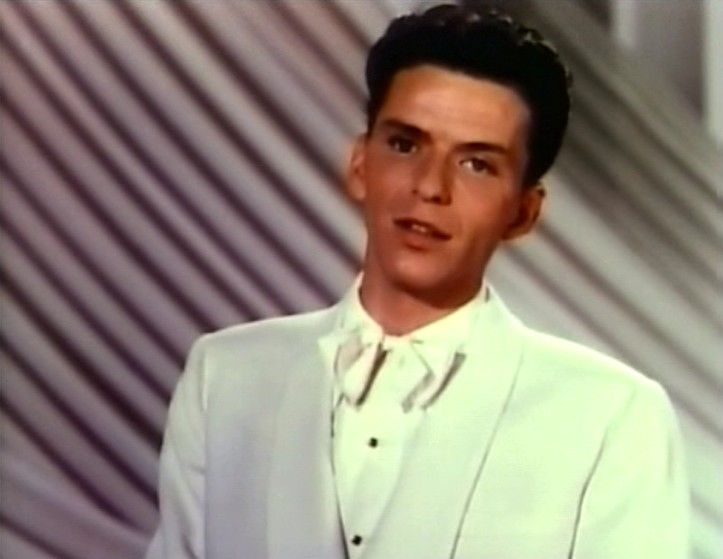
Dans le film La Pluie qui chante (1946).

Il fait deux apparitions filmées aux côtés de Tommy Dorsey et son Orchestre dans les films Las Vegas Nights (1941) et Ship Ahoy (1942). Réformé « 4-F » par le Service de recrutement de l'armée (le « Selective Service System ») en raison de son tympan perforé, il souffre d'être considéré comme un planqué lorsque les États-Unis entrent en guerre. Le 19 septembre 1942, il quitte la formation de Tommy Dorsey et entame une carrière en solo. Le 30 décembre 1942, il chante pour la première fois au Paramount Theatre à New York et c'est le triomphe. En février 1943, Sinatra apparait pour la première fois au cinéma dans le film Reveille With Beverly où, dans son propre rôle, il interprète la chanson Night and Day de Cole Porter. En juin de la même année, il est engagé par les disques Columbia avec lesquels il réalisera près de trois cents enregistrements entre 1943 et 1952. En août, il tourne son premier film en vedette pour RKO, Amour et Swing (Higher and Higher), aux côtés d'un jeune prodige, Mel Tormé, et de l'actrice française Michèle Morgan. Puis, l'année suivante il tourne Step Lively avec Gloria DeHaven.
En juin 1944, Sinatra signe un contrat de cinq ans avec la MGM et tourne avec Gene Kelly dans Anchors Aweigh. La scène où les deux marins américains dansent sur des lits restera un morceau d'anthologie. De 1943 à 1948, il multiplie les apparitions à la radio dans des shows hebdomadaires tels que Your Hit Parade, Songs By Sinatra, Light Up Time. En 1945, il joue le personnage principal d'un court métrage de 10 minutes contre l'antisémitisme et sur la tolérance religieuse (inspiré notamment des événements de la Seconde Guerre mondiale) ; ce film, The House I Live In, lui permet d'obtenir un Oscar en 1946.

Années 1950
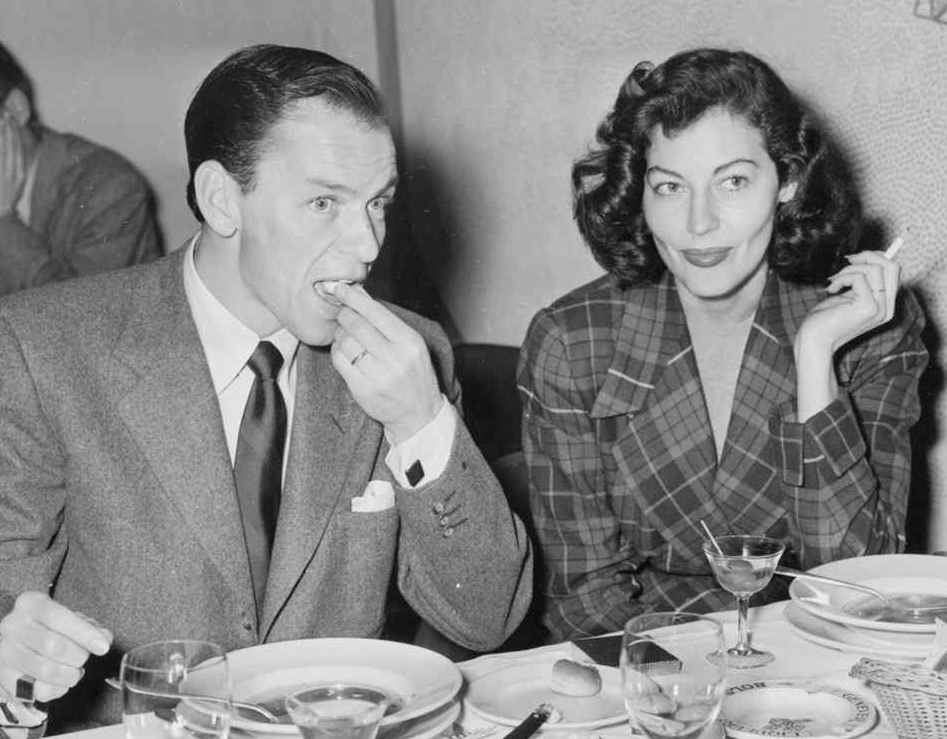
Avec son épouse Ava Gardner à Amsterdam (1951).
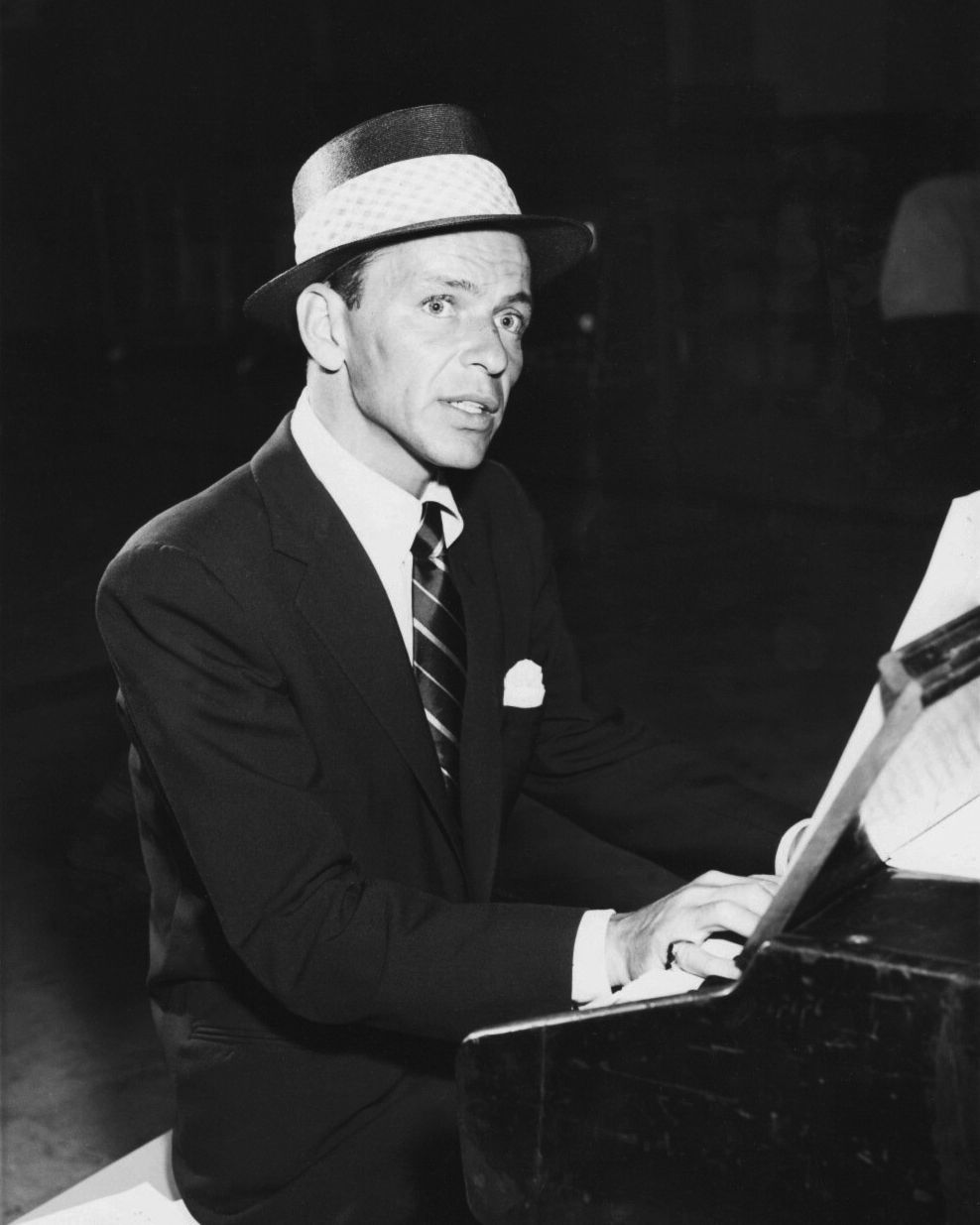
Au piano (1955).
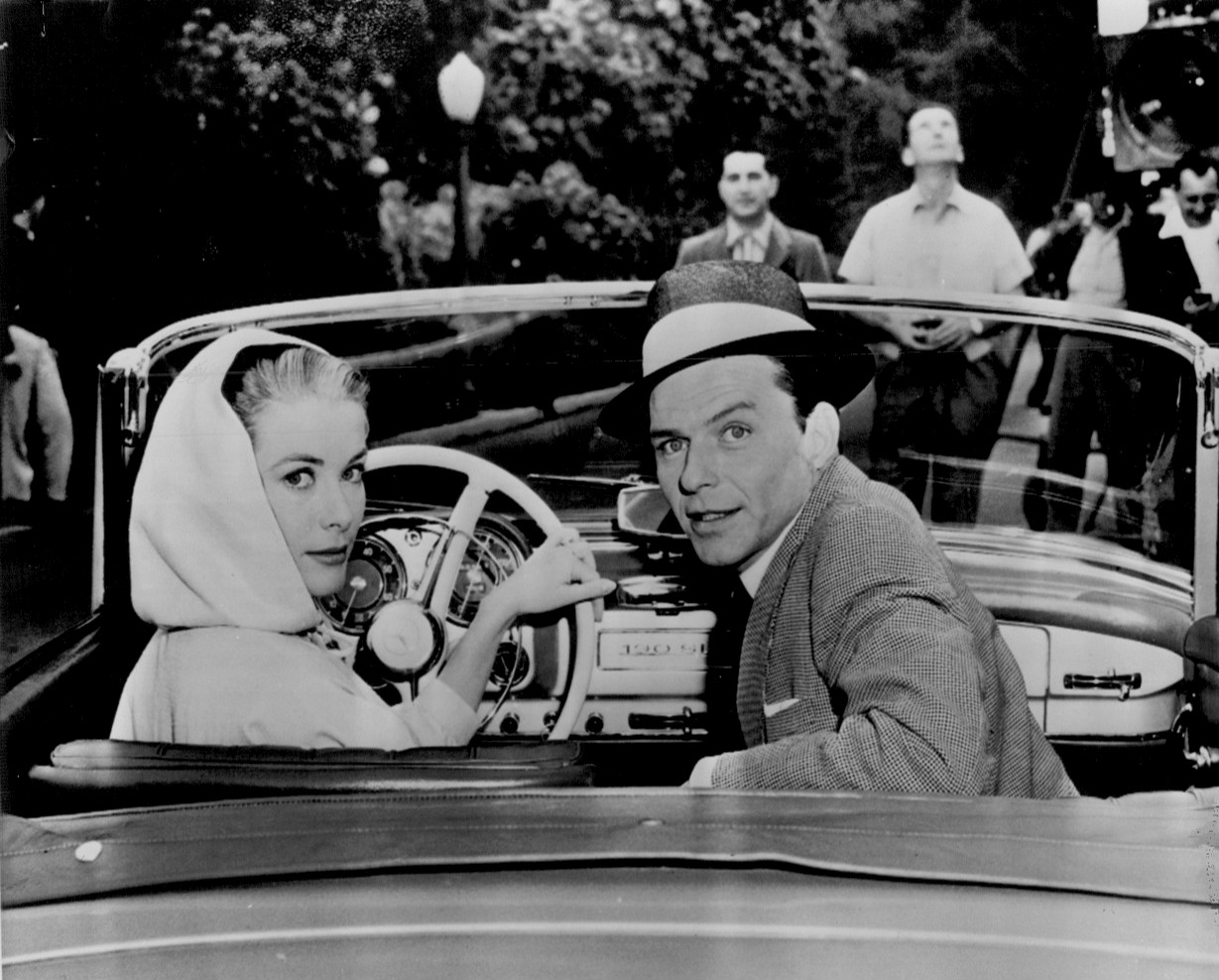
Avec Grace Kelly dans le film Haute Société (1956).
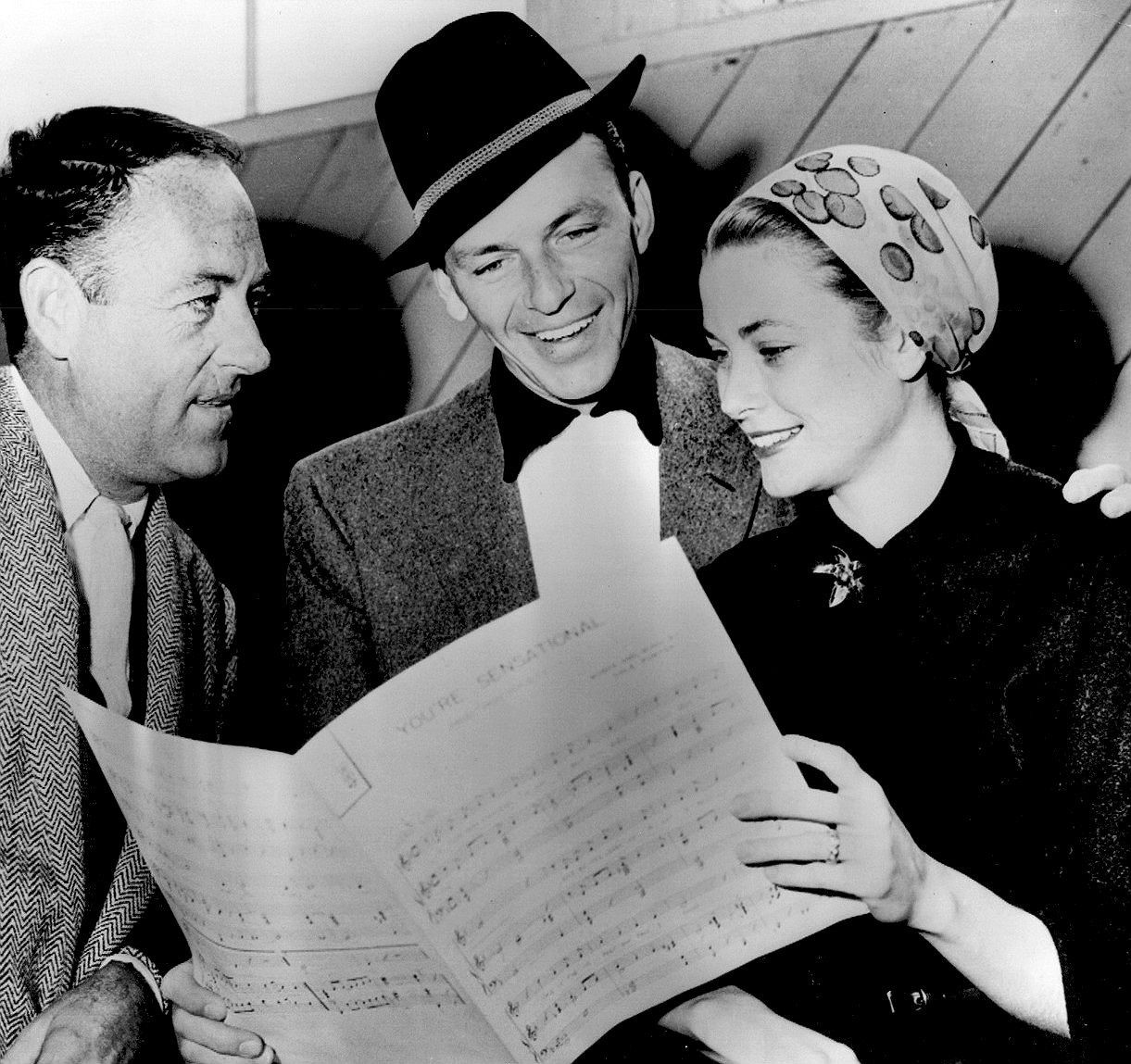
Avec Charles Walters et Grace Kelly (1956).
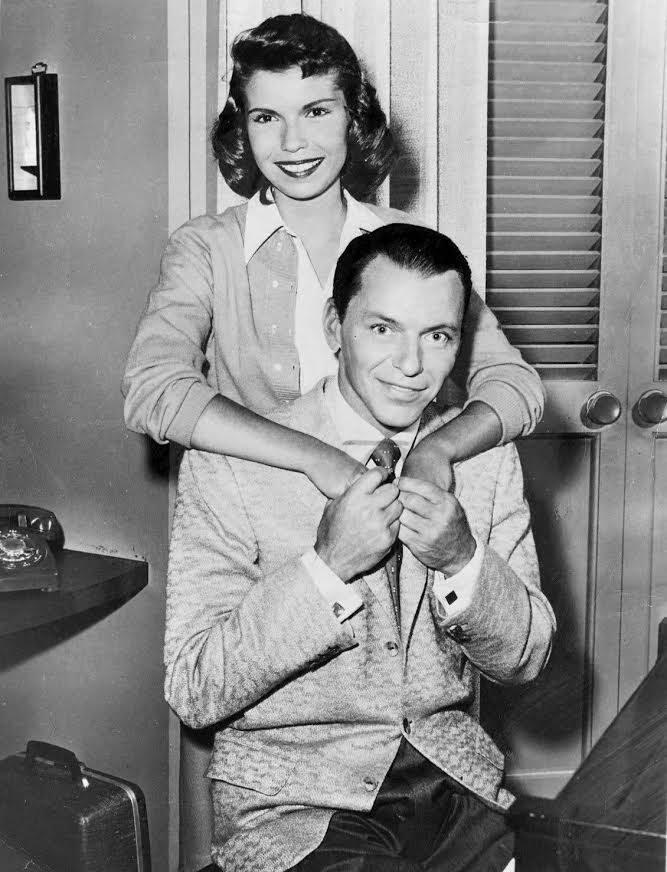
Avec sa fille Nancy Sinatra (1957).
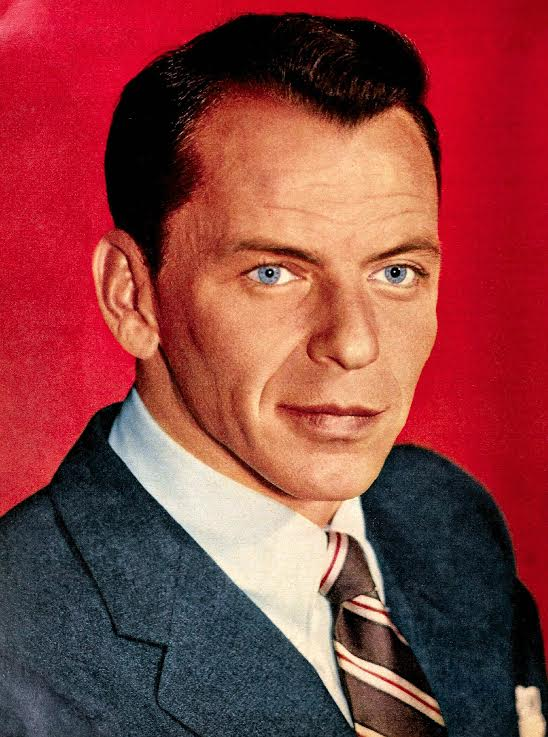
Dans la revue TV-Radio Mirror (1957).

En août 1948, Sinatra tourne dans un deuxième film avec Gene Kelly, Take Me Out to the Ball Game (Match d'amour), puis un troisième, On the Town (Un jour à New York), l'année suivante. Le 27 mars 1951, il coécrit I'm a Fool to Want You (« Je suis fou de te vouloir ») dédié à son amour enflammé, flamboyant, et destructeur avec Ava Gardner (avec laquelle il est marié de 1951 à 1957). En avril 1953, a lieu le premier enregistrement pour le label Capitol. La collaboration s'étendra jusqu'en 1962 et produira plusieurs centaines de chansons regroupées dans une série d'albums représentative de l'âge d'or de sa carrière de chanteur. Le 25 mars 1954, Sinatra reçoit son deuxième Oscar pour sa prestation dans le film From Here to Eternity (Tant qu'il y aura des hommes). Fin 1955, il tourne The Man With The Golden Arm (L'Homme au bras d'or) avec Kim Novak, film pour lequel il est nommé aux Oscars de 1956.
Les positions de Sinitra en faveur des droits civiques des minorités le rend suspect auprès des autorités. Sa vie privée, ainsi que celle de ses proches, est espionnée de près pendant des années par le FBI, qui le pense communiste.
En janvier 1956, Sinatra enregistre une de ses chansons-culte, I've Got You Under My Skin, sur des arrangements signés Nelson Riddle. En septembre 1957, il tourne dans Pal Joey (La Blonde ou la Rousse), avec Rita Hayworth et Kim Novak, film qui restera marqué par la chanson The Lady Is a Tramp. En décembre 1958, c'est Some Came Running (Comme un torrent) de Vincente Minnelli, avec Dean Martin et Shirley MacLaine. En mai 1959 sort A Hole in the Head (Un trou dans la tête) de Frank Capra. La même année, Sinatra tourne, en juillet, Never So Few (La Proie des vautours), avec Gina Lollobrigida et Steve McQueen, puis, en août Can-Can avec Shirley MacLaine et Maurice Chevalier. En mars 1960, Sinatra accueille Elvis Presley, à son retour du service militaire, lors d'un show TV où ils chantent ensemble. En juillet de la même année, il s'investit dans la campagne électorale de John Kennedy et organise le gala d'inauguration de la présidence.

Années 1960
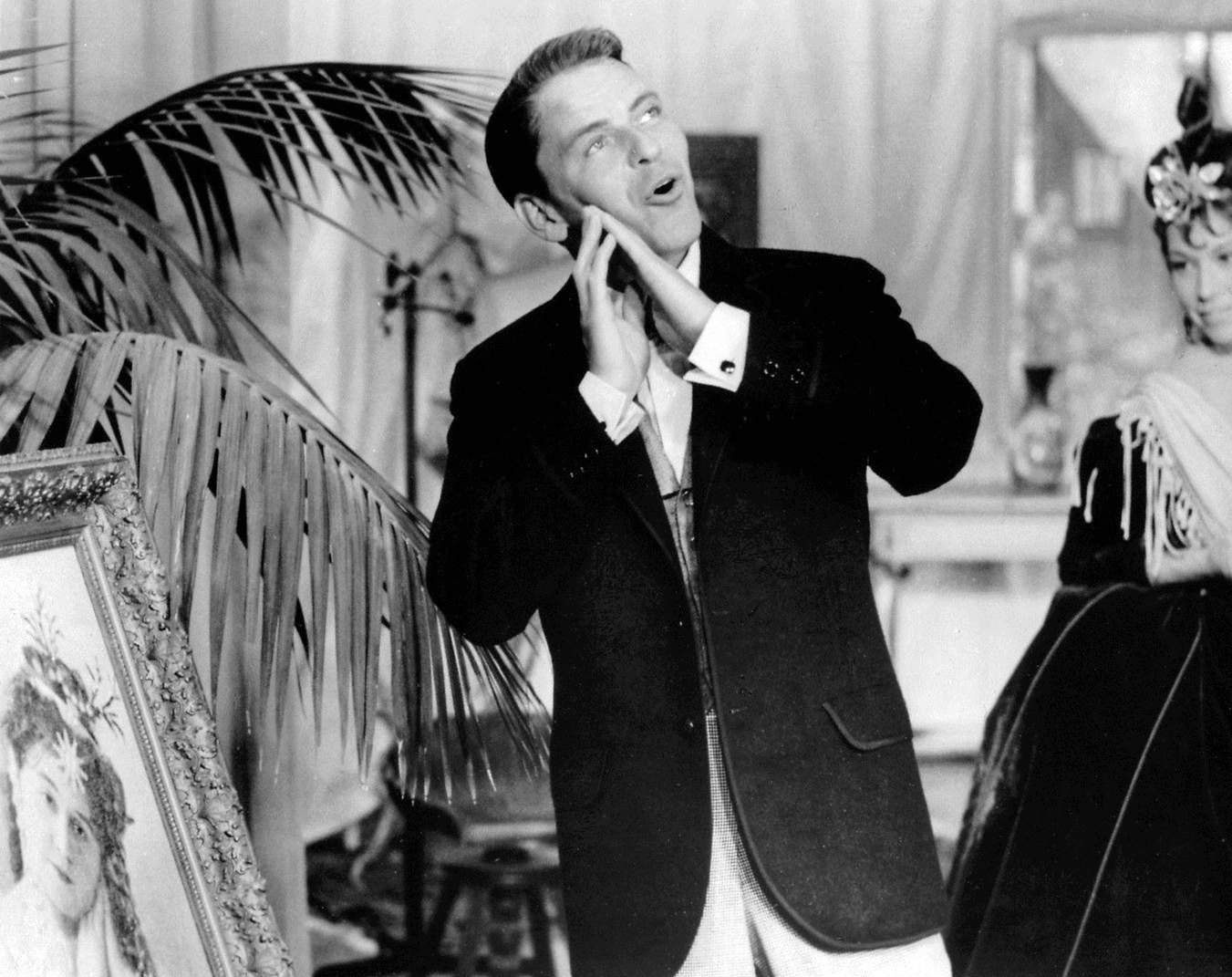
Dans le film Can-Can (1960).
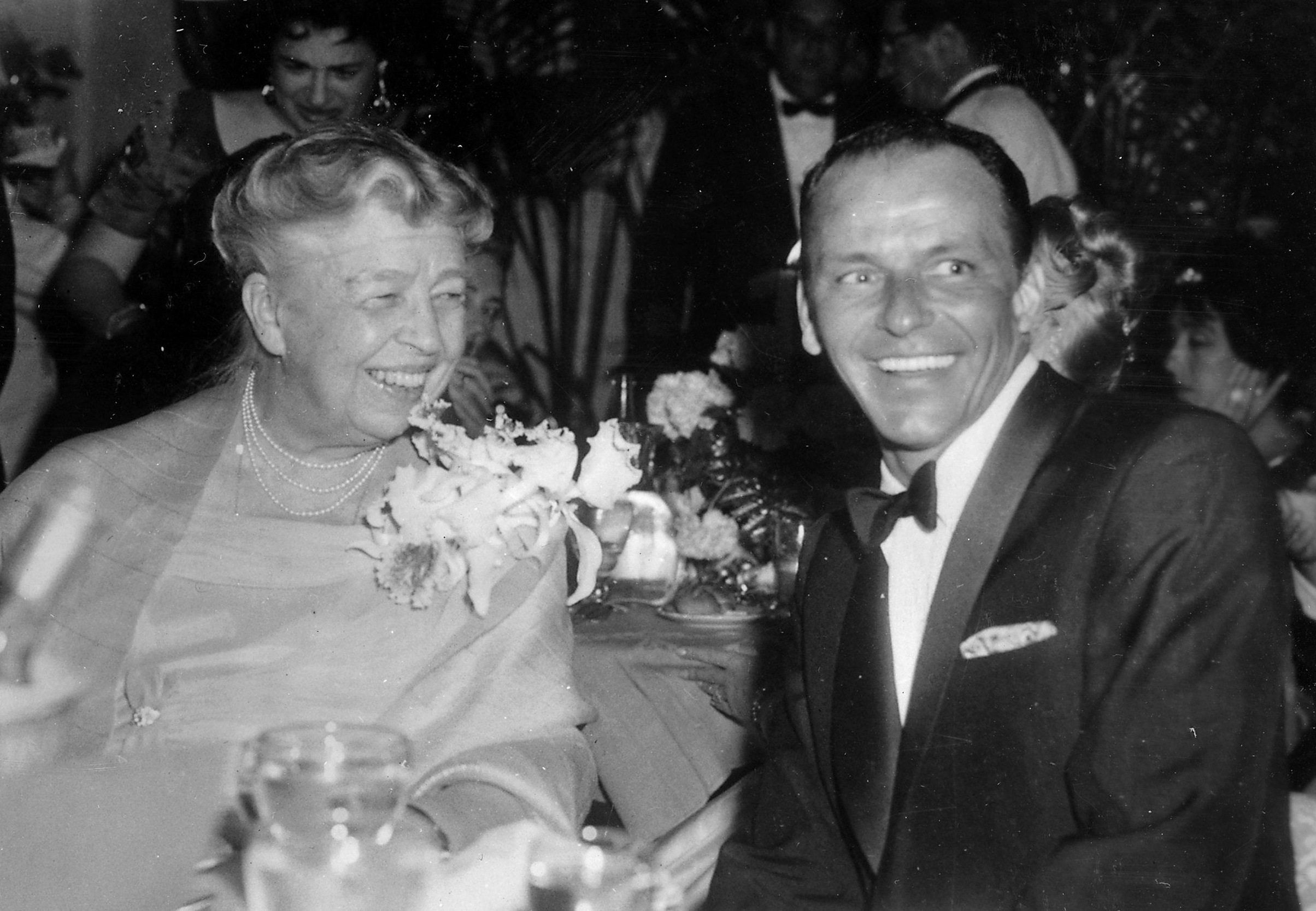
Avec la Première dame des États-Unis Eleanor Roosevelt en Floride (1960).
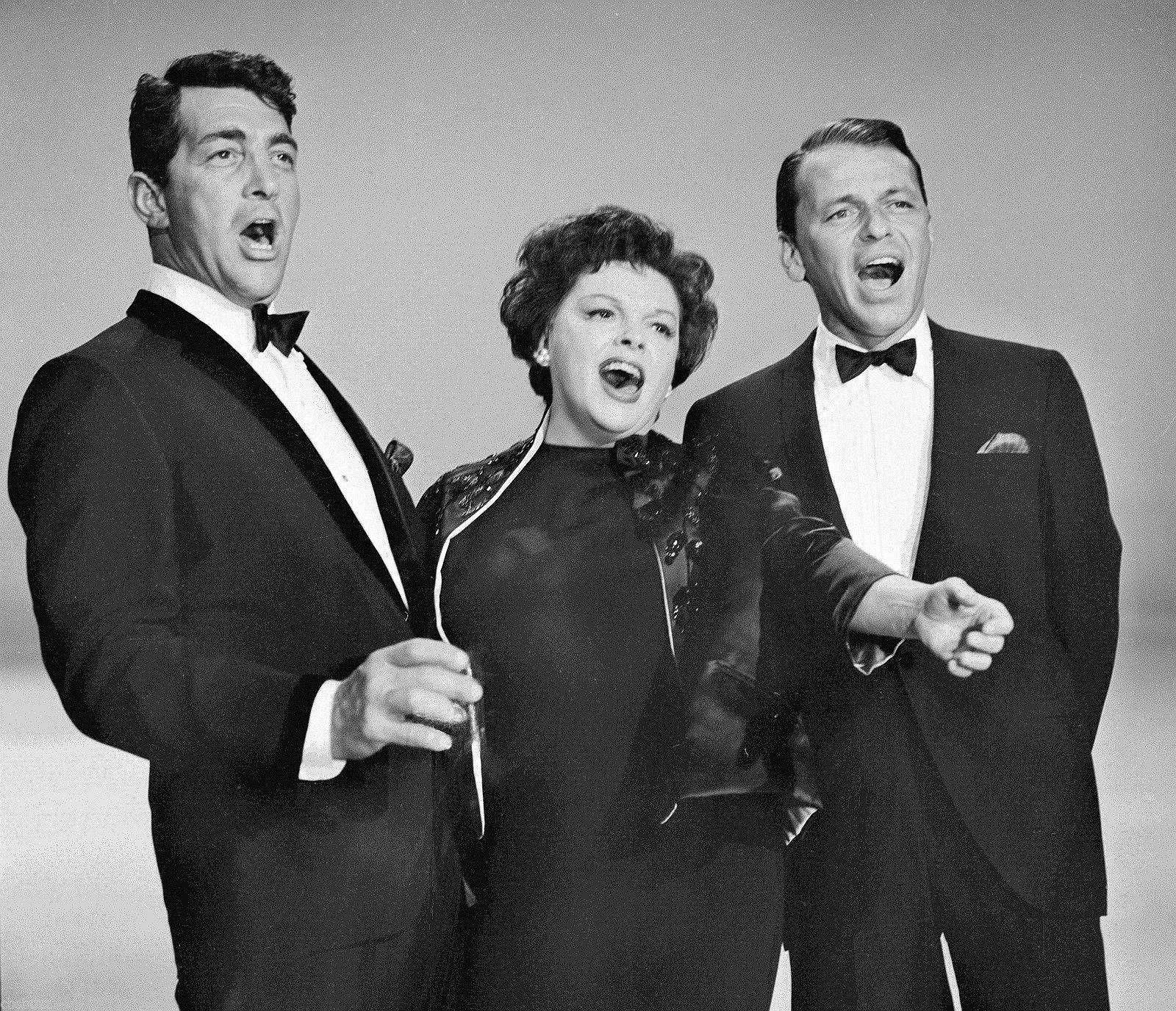
À la télévision avec Dean Martin et Judy Garland (1962).
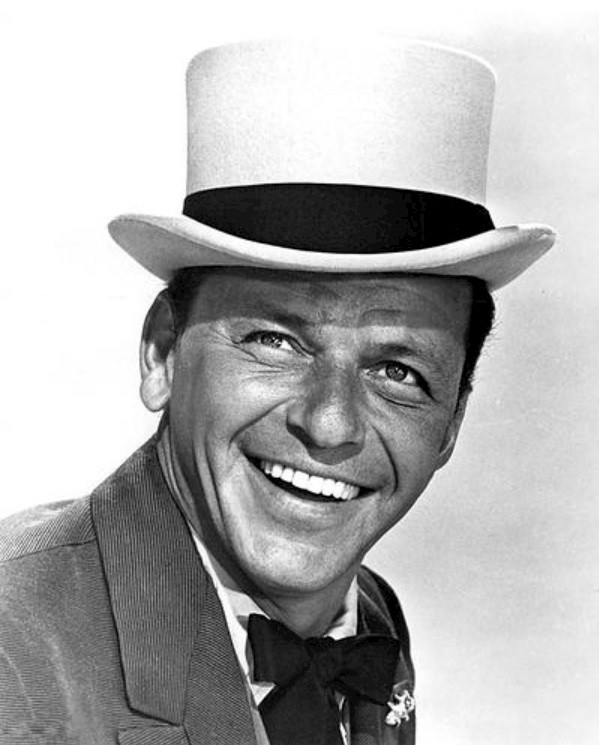
Dans le film Quatre du Texas (1964).
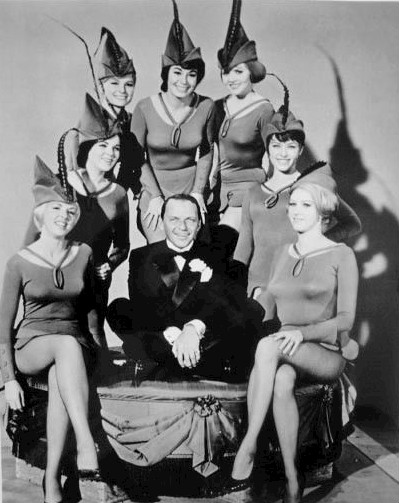
Dans le film Les Sept Voleurs de Chicago (1964).
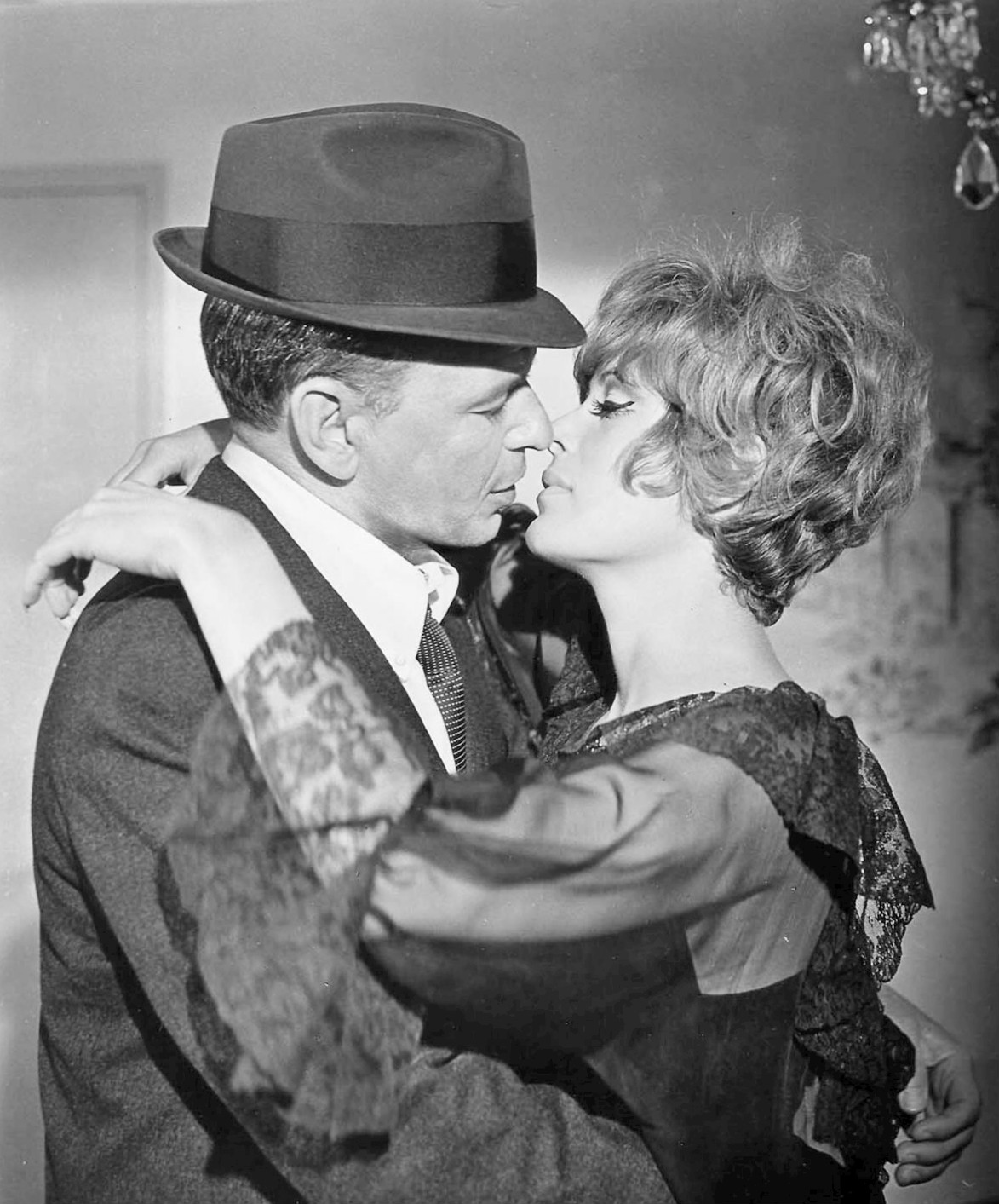
Avec Jill St John dans le film Tony Rome est dangereux (1967).

En avril 1961, il enregistre le premier d'une longue série de disques pour son propre label, « Reprise ». Le 11 avril 1966, il grave Strangers In The Night qui obtient plusieurs Grammy Awards. Il enregistre le 30 décembre 1968 à Los Angeles, quelques heures avant d'aller fêter la Saint Sylvestre 1969, au Casino The Sands de Las Vegas, My Way — chanson française s'intitulant Comme d'habitude coécrite par Claude François, Gilles Thibaut et Jacques Revaux en 1967 — et qui deviendra, par cette adaptation, un succès planétaire. Le 13 juin 1971, Sinatra fait ses « adieux » lors de deux concerts donnés à Los Angeles. Le 24 septembre 1975, le maire Richard J. Daley lui accorde la citoyenneté d'honneur de la ville de Chicago. Mais il ne tarde pas à revenir sur scène et dans les studios d'enregistrement à partir de la mi-1973. À la mi-avril 1984, il enregistre l'album L.A. Is My Lady dont le fleuron est la chanson Mack the Knife. De juillet à octobre 1993, il enregistre, pour les albums Capitol, ses « Duets » auxquels participent quelques grands artistes internationaux : Liza Minnelli, Barbra Streisand, Aretha Franklin, Charles Aznavour, Julio Iglesias, Willie Nelson, Bono de U2, etc. Les 19 et 20 décembre 1994, Sinatra donne ses derniers concerts au Fukuoka Dome de Tokyo.

Années 1980
Danse avec Nancy Reagan (et Ronald Reagan) à la Maison-Blanche en 1981.
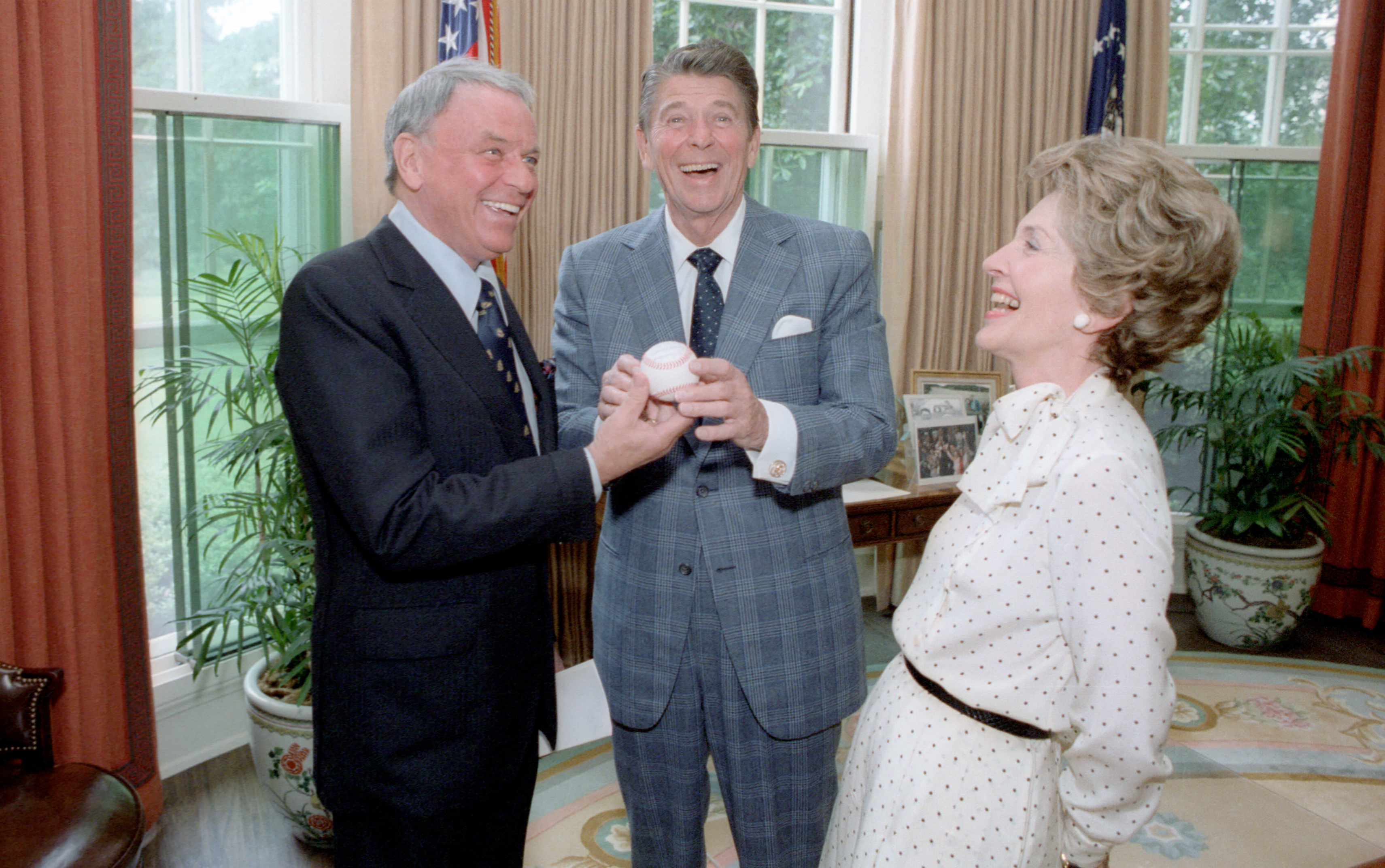
Avec Ronald et Nancy dans le Bureau ovale de la Maison-Blanche (1981).
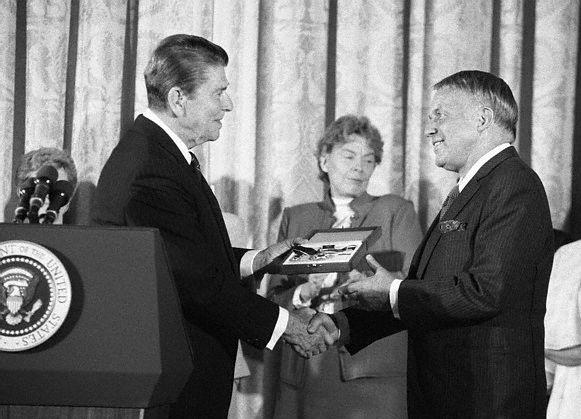
Remise de la médaille présidentielle de la Liberté par Ronald Reagan (1985).
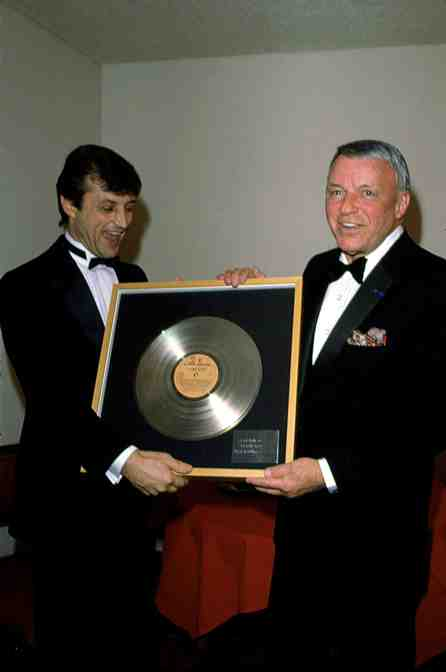
Avec Tony Renis (1985).

Le 25 février 1995, il fait une dernière apparition sur scène lors d'un gala de charité pour le Barbara Sinatra Children Center et, en décembre, tout le monde américain du spectacle lui rend hommage au Shrine Auditorium de Los Angeles.
Montrant des signes de démence dans les dernières années de sa vie, Frank Sinatra est victime d'une première crise cardiaque en février 1997 et ne fait plus d'apparition publique à partir de cette date. Il meurt d'une autre crise cardiaque le 14 mai 1998  au centre médical Cedars-Sinai de Los Angeles.

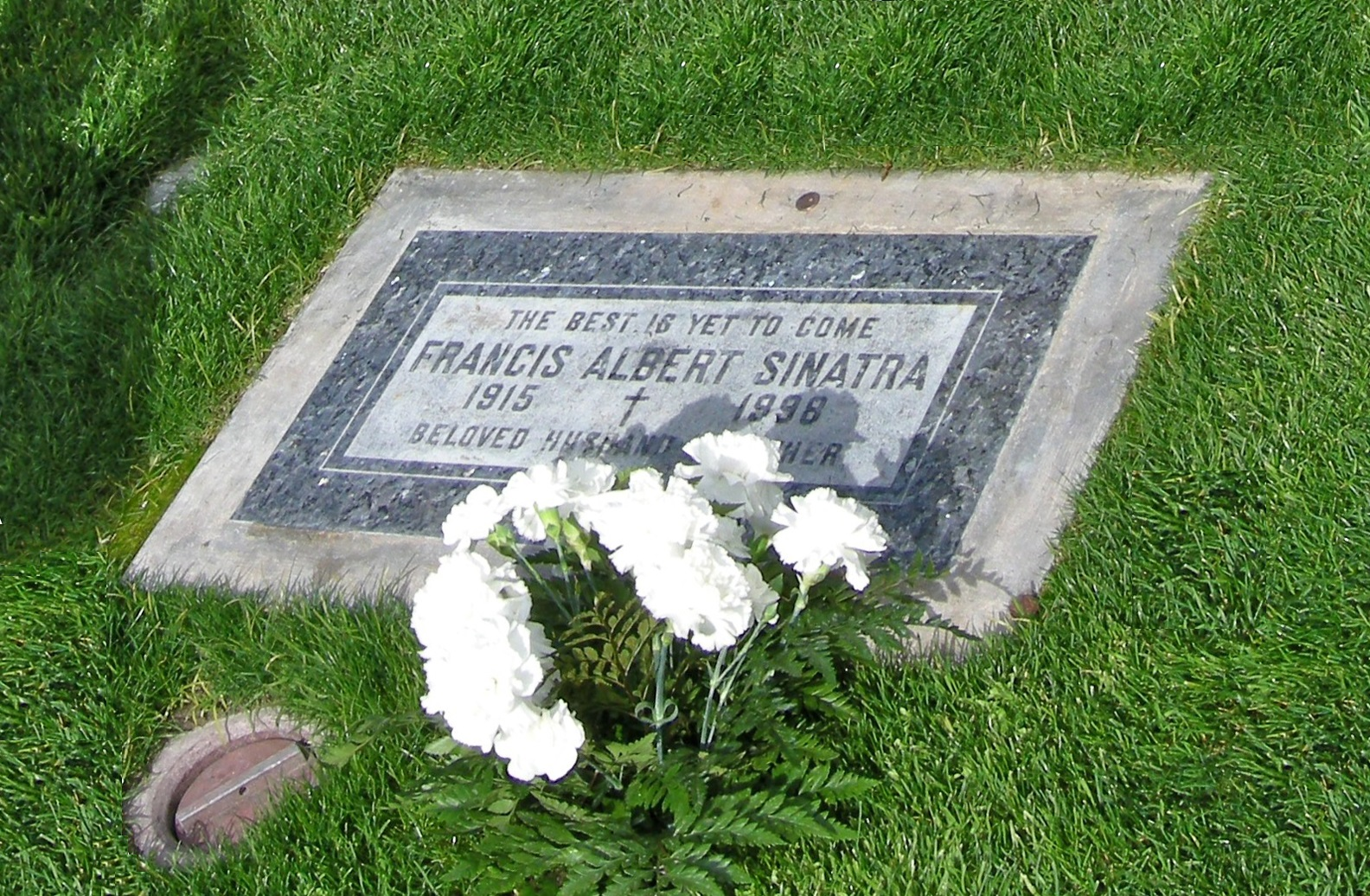
Sa sépulture à Cathedral City près d'Hollywood en Californie, avec l'épitaphe Le meilleur est à venir.

Il est inhumé dans la section B-8 du Desert Memorial Park (en) de Cathedral City près de Palm Springs (Californie) où il possédait des villas (dont Twin Palms et Villa Maggio) et où il donnait des fêtes de légende, avec de nombreuses stars de l’époque, dont Dean Martin, Sammy Davis Jr., Ava Gardner, Lana Turner, Marilyn Monroe, Judy Garland, ou encore Lauren Bacall.

#### Le chanteur
Sa carrière de chanteur (et, occasionnellement, de chef d'orchestre) couvre soixante années de l'histoire de la musique populaire américaine, de la chanson Shine au sein du groupe The Hoboken Four le 8 septembre 1935 (premier enregistrement radiophonique connu) à son ultime interprétation sur scène de The Best Is Yet to Come le 25 février 1995 (si on ne tient pas compte de l'ultime note de la chanson Theme from New York, New York qu'il tint le 14 décembre 1995 à la fin de l'émission Sinatra : 80 Years My Way).
Bien au-delà du registre classique du crooner, Sinatra aborda tous les styles de musique populaire, du jazz (au sein d'un big band à ses débuts ou en formations plus réduites ultérieurement) à la variété, du blues au swing et à la bossa nova, s'autorisant même des incursions anecdotiques dans le rock, le twist, ou le disco.
À partir des années 1960, sous l'influence de l'alcool (Sinatra était un inconditionnel du whiskey Jack Daniel's), sa voix baissa vers un ton beaucoup plus grave, et perdit de la tonicité.

##### Ses partenaires musicaux
Sur scène, sur disque, au cinéma ou à la télévision, il eut à maintes reprises l'occasion de confronter son talent à ceux de son temps, tous styles confondus :

Avec le Rat Pack (Dean Martin, Sammy Davis, Jr., Peter Lawford et Joey Bishop) pendant le tournage de L'Inconnu de Las Vegas (1960).

- les compositeurs et paroliers Cole Porter, George Gershwin, Ira Gershwin, Irving Berlin, Johnny Mercer, Sammy Cahn, Jimmy Van Heusen, Oscar Hammerstein, Jerome Kern, Richard Rodgers, Harold Arlen, Lorenz Hart, Gus Kahn, Jule Styne, Vernon Duke, Frederick Loewe, Victor Young, Johnny Burke, Matt Denis, Lane Burton, Carolyn Leigh, Alan Jay Lerner, Billy Rose, Rod McKuen, Jake Holmes, Bob Gaudio, Alan Bergman, Marilyn Bergman, Michel Legrand, Stephen Sondheim, Paul Anka... les arrangeurs Axel Stordhal, Alec Wilder, Billy May, Nelson Riddle, Johnny Mandel, Neal Hefti, Don Costa, Gordon Jenkins, Joe Parnello, Eumir Deodato, Claus Ogerman, Quincy Jones, etc.
- les chefs d'orchestre Harry James, Tommy Dorsey, Bill Miller, Fred Waring, Morris Stoloff, Quincy Jones, Vincent Falcone Jr, Frank Sinatra Jr, Patrick Williams, etc.
- les musiciens Louis Armstrong, Duke Ellington, Johnny Hodges, Harry « Sweets » Edison, Count Basie, Ray Brown, Antônio Carlos Jobim, Red Norvo, Al Viola, Oscar Peterson, Nat King Cole, Coleman Hawkins, Tony Mottola, Buddy Rich, Irv Cottler, etc.
- les vocalistes Ella Fitzgerald, Violetta Villas, Sarah Vaughan, Lena Horne, Judy Garland, Dinah Shore, Peggy Lee, Rosemary Clooney, Liza Minnelli, Tony Bennett, Elvis Presley, Bing Crosby, et bien sûr ses complices Dean Martin et Sammy Davis, Jr., etc.

#### L'acteur

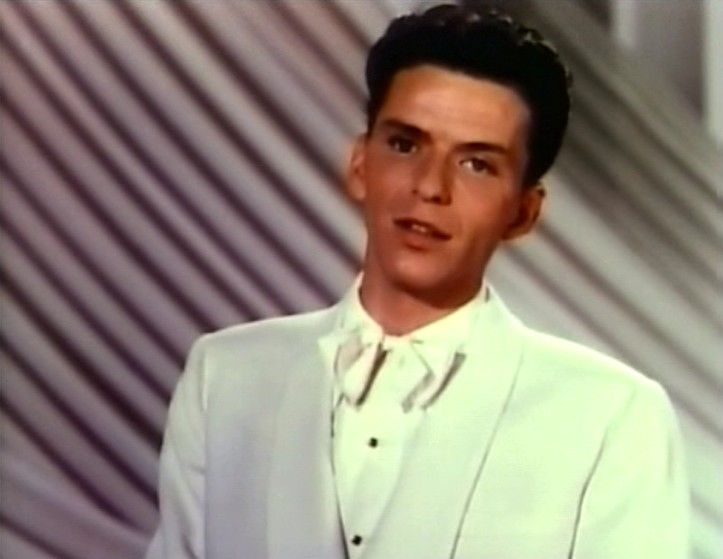
Dans le film La Pluie qui chante (1946).

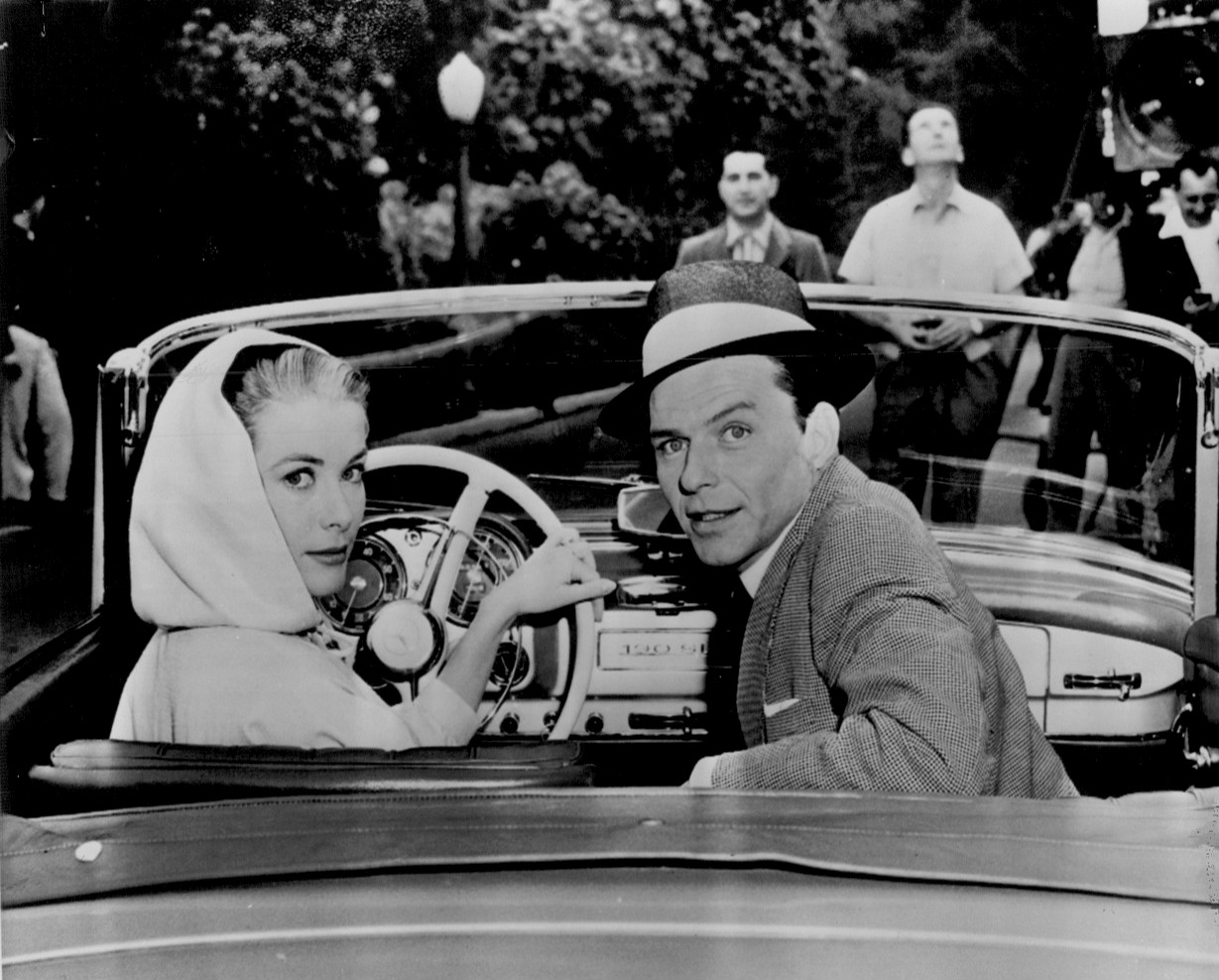
Avec Grace Kelly dans le film Haute Société (1956).

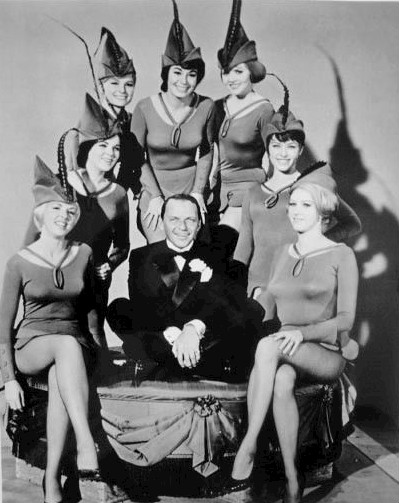
Dans le film Les Sept Voleurs de Chicago (1964).

Sinatra obtient l'Oscar du meilleur second rôle dans From Here to Eternity (Tant qu'il y aura des hommes) en 1953. Selon certaines sources, son rôle aurait été obtenu grâce à une pression de la mafia sur le patron de la Columbia Pictures, Harry Cohn. Cette hypothèse est évoquée dans le film Le Parrain, à travers le personnage fictif du chanteur Johnny Fontane. Il est vraisemblable que l'influence sur ce producteur de la part d'Ava Gardner, qui était mariée avec Sinatra à l'époque, pour qu'il joue dans ce film le rôle de Maggio fut aussi déterminante.

#### Le réalisateur
Sinatra a réalisé un unique long métrage, en 1965, L'Île des braves (None But the Brave).

### Vie sentimentale, familiale et privée
Frank Sinatra épouse Nancy Barbato (1917-2018) (cousine des mafieux John Barbato (en) et Willie Moretti) de 1939 à 1951, puis Ava Gardner de 1951 à 1957 (à qui il dédie sa chanson I'm a Fool to Want You, « Je suis fou de te vouloir »). Il fut ensuite marié à Mia Farrow de 1966 à 1968 (dont il a, peut-être, un fils, Ronan Farrow ; en 2013, Mia Farrow déclare au magazine Vanity Fair que Ronan est « peut-être » - « possibly » - le fils de Frank Sinatra), En 1968, Frank Sinatra lui demande d'abandonner le plateau de Rosemary's Baby au profit de son film Le Détective ; il se heurte à un refus. Il lui présente alors les papiers du divorce sur le plateau de tournage de Rosemary's Baby[réf. nécessaire]. Le divorce, prononcé en 1968, est relaté dans le livre de Jay J. Ames en 1976. Il fut ensuite marié avec Barbara Marx de 1976 à sa mort en 1998.

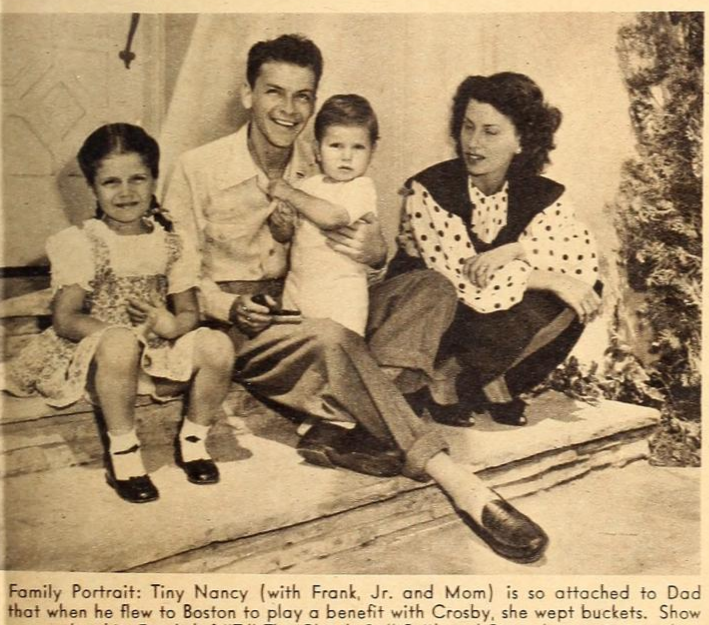
Avec sa première épouse Nancy (née Barbato) et leurs enfants Nancy Sinatra et Frank Sinatra Jr. (1946).

Avec Nancy Barbato, Sinatra eut trois enfants, dont Nancy qui devint chanteuse à son tour et enregistra plusieurs duos avec son père, dont le succès international Something Stupid. Son fils, Frank Sinatra Jr., a poursuivi également depuis le début des années 1960 une carrière de chanteur ainsi que de chef d'orchestre ; il dirigea notamment sur scène l'orchestre de son père à partir du 29 avril 1988 et jusqu'à son ultime concert. Il meurt le 16 mars 2016 à l'âge de 72 ans. Le jour de sa mort, il était censé se produire sur scène pour chanter les plus grands succès de son père.

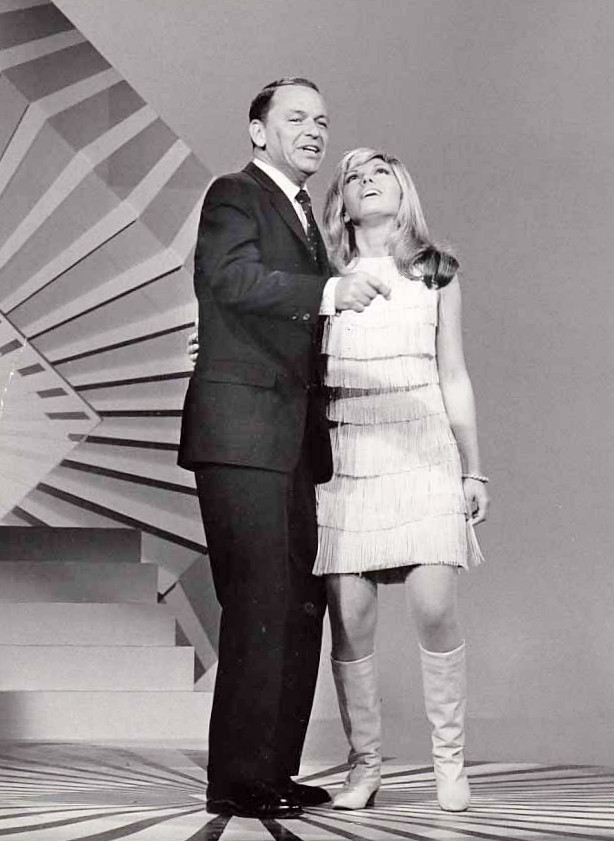
À la télévision avec sa fille Nancy Sinatra (1966).

Grâce à son statut de leader du fameux Rat Pack, Sinatra a noué de nombreuses relations avec de puissantes personnalités américaines de son temps, des familles Kennedy ou Grimaldi (ami proche de Grace Kelly, il était le parrain de Stéphanie de Monaco), jusqu'aux parrains de la mafia tels Willie Moretti, Lucky Luciano ou Sam Giancana, dont il fut un ami proche. Des liaisons que Jerry Lewis, ami de longue date, confirme en racontant une anecdote à ce sujet : Frank Sinatra aurait transporté de l'argent mafieux des États-Unis vers La Havane, au moment de la célèbre conférence de La Havane du syndicat national du crime de la mafia américaine de l'Hotel Nacional de Cuba (dont il assure l'animation des soirées de gala) non sans avoir déjoué, de justesse, la vigilance des douaniers. Toutefois, si les documents du FBI (1 275 pages d'archives déclassifiées en 1998 et concernant la période de Sinatra 1943-1985) accréditent cette thèse, celle-ci n'a encore jamais été prouvée par le département de la Justice des États-Unis. Il n'a jamais été mis en accusation ou, a fortiori, condamné. La raison en est, probablement, que ses relations avec certains membres de la pègre étaient de nature amicale et non « professionnelle ». Divers témoignages racontent que Sinatra s'agenouillait devant des grands de la Mafia, prononçant la formule rituelle du respect sicilien « Baccio i mani » (« je vous baise les mains »). Ce chapitre de la vie privée du chanteur a été transposé au cinéma à travers le personnage de Johnny Fontane dans Le Parrain de Francis Ford Coppola.
Frank Sinatra était aussi un grand amateur de boxe et de football et il fut le supporter de l'équipe italienne du Genoa.
Il possédait entre autres la célèbre villa Twin Palms à Palm Springs en Californie, et s'était fait construire la villa Maggio, qui surplombe la vallée de Coachella, pour 1,9 million de dollars de l'époque.

## Filmographie

### Shows télévisés
Sauf mention contraire, ne sont listées ici que les émissions dont Frank Sinatra fut l'animateur régulier ou la vedette exceptionnelle. Tout au long de sa carrière, il fut aussi fréquemment invité dans des émissions animées par d'autres vedettes. Seules les plus marquantes des émissions de cette catégorie sont mentionnées.
Les sources d'informations proviennent notamment des ouvrages cités en bibliographie et de collections audiovisuelles privées.

### Dans la fiction
- 1992 : Sinatra (téléfilm), joué par Philip Casnoff
- 2011 : Les Kennedy de Jon Cassar, joué par Chris Diamantopoulos
- 2012 : Cloclo de Florent Emilio Siri, joué par Robert Knepper
- 2022 : The Offer (mini-série), joué par Frank John Hughes
- 2024 : Monsieur Aznavour de Grand Corps Malade et Mehdi Idir, joué par Rupert Wynne-James

## Voix françaises
En France, Roger Rudel était la voix française attitrée de Frank Sinatra. Bernard Noël l'a aussi doublé à 4 reprises. Michel André, Michel Roux et Dominique Paturel l'ont également doublé à 4 occasions chacun.
Au Québec, Benoît Rousseau a été la voix québécoise la plus fréquente de l'acteur. Yves Massicotte et Claude Préfontaine l'ont aussi doublé à 6 reprises chacun.
| - Roger Rudel dans : - Blanches colombes et vilains messieurs - Orgueil et Passion - Les Diables au soleil - Un trou dans la tête - L'Inconnu de Las Vegas - Astronautes malgré eux - Un crime dans la tête - Quatre du Texas - Les Inséparables - Les Sept Voleurs de Chicago - Chantage au meurtre - Un beau salaud - La Classe américaine (série télévisée) - Bernard Noël dans : - La Blonde ou la Rousse - Comme un torrent - La Proie des vautours - Le Diable à 4 heures | - Michel André dans : - L'Homme au bras d'or - Le Tendre Piège - Dominique Paturel dans : - Tony Rome est dangereux - La Femme en ciment - et aussi - René Dupuy dans Escale à Hollywood - Serge Lhorca dans Une veine de... - Michel Gudin dans Tant qu'il y aura des hommes - Claude Rich dans Haute Société - Michel Roux dans : L'Express du colonel Von Ryan - Marc Cassot dans L'Ombre d'un géant - Marcel Bozzuffi dans Le Détective - Georges Aminel dans De plein fouet - Marc De Georgi dans Contrat à Cherry Street - Roland Ménard dans Cannonball 2 |

## Distinctions
- Golden Globes 1954 : Golden Globe du meilleur acteur dans un second rôle pour Tant qu'il y aura des hommes
- Oscars 1954 : Oscar du meilleur acteur dans un second rôle pour Tant qu'il y aura des hommes
- Golden Globes 1958 : Golden Globe du meilleur acteur dans un film musical ou une comédie pour La Blonde ou la Rousse

- L'astéroïde (7934) Sinatra porte son nom.

## Bibliographie

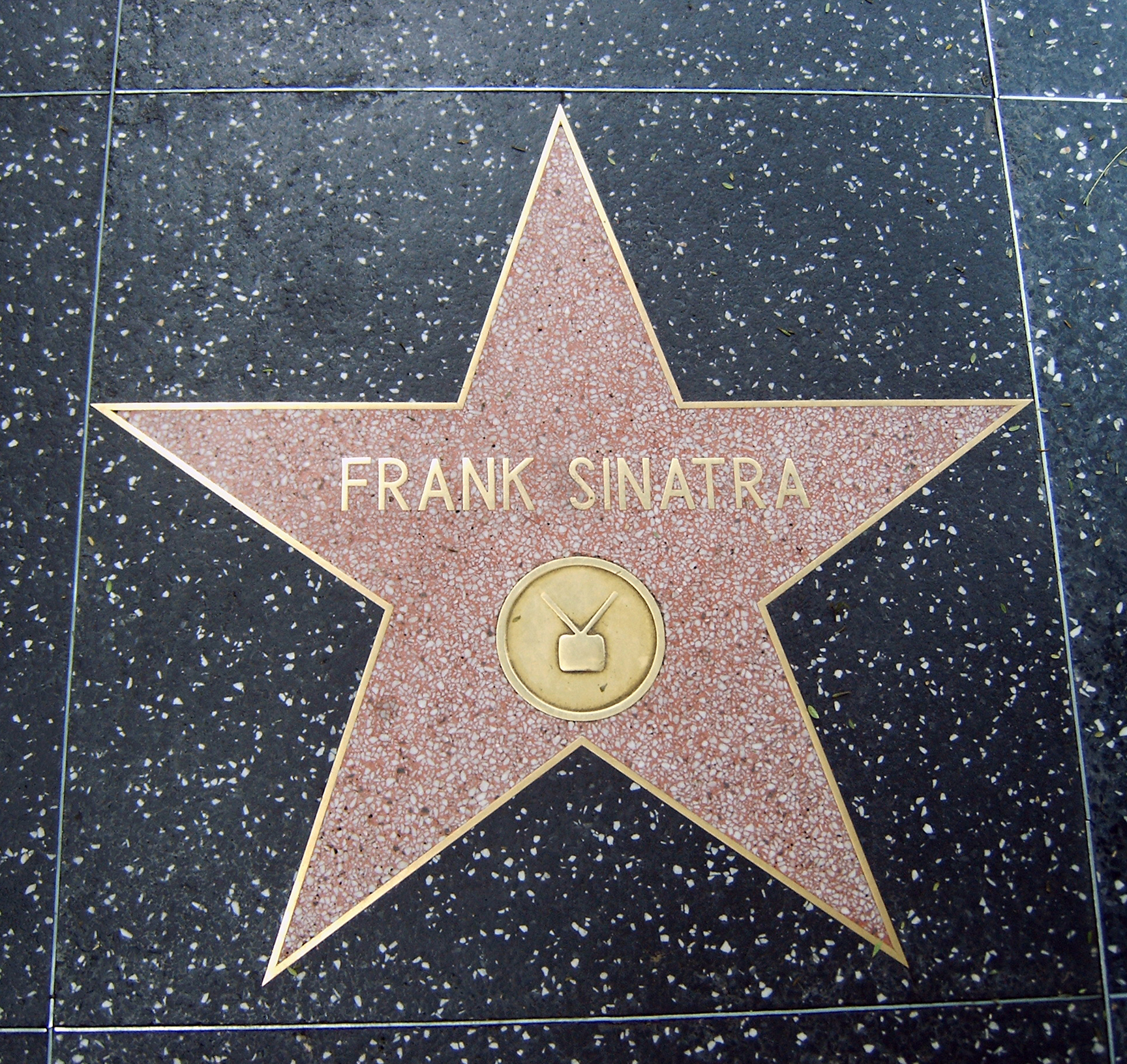
Étoile de Sinatra sur Hollywood Boulevard.

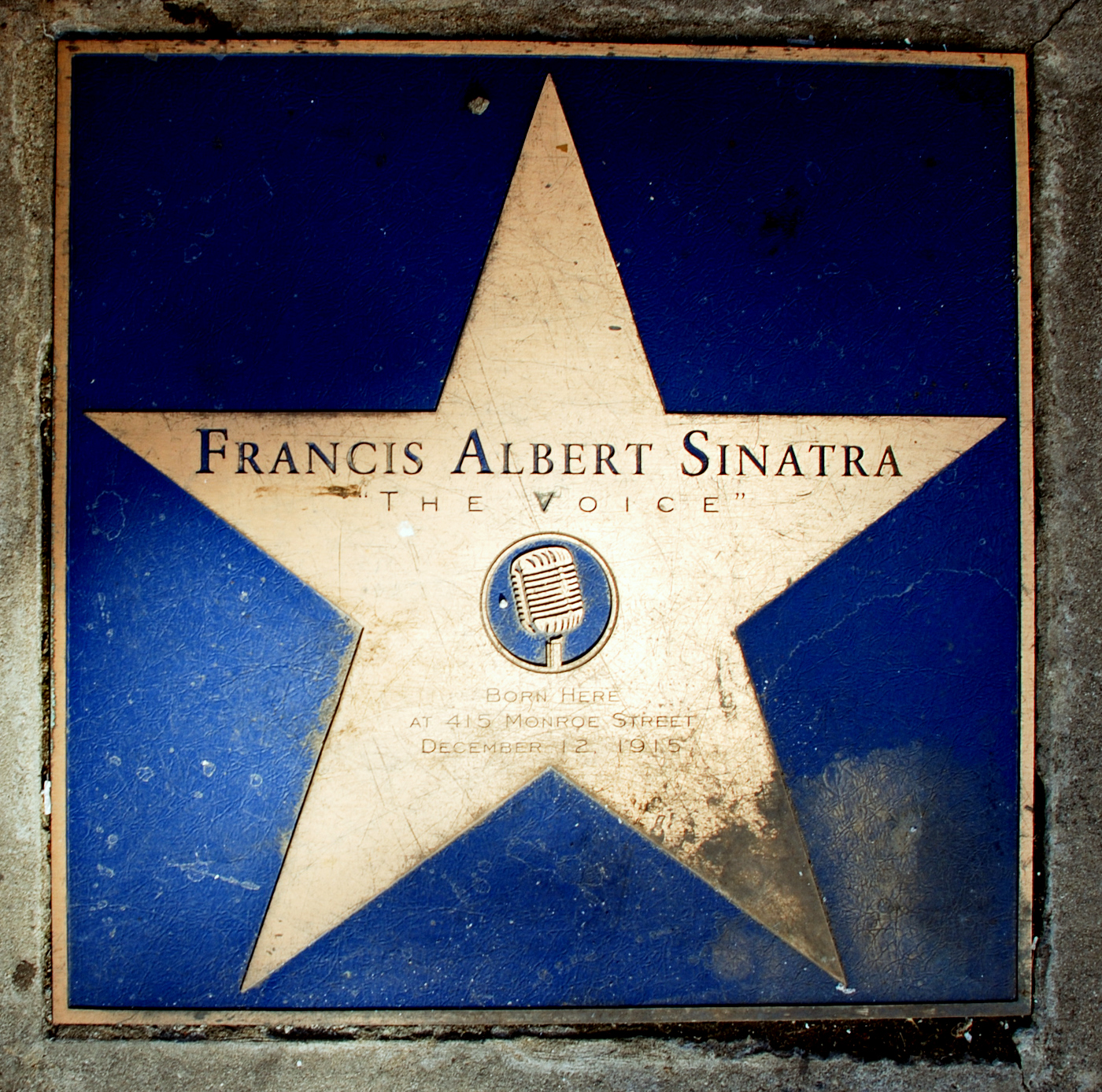
Étoile sur son lieu de naissance à Hoboken (New Jersey)

### Ouvrages en français
- Steven Jezo-Vannier, Frank Sinatra, Une mythologie américaine, éditions Le Mot et Le Reste, 2019
- Shawn Levy, Sinatra Confidential, éditions Rivages rouge, 2015
- Véronique Chalmet, Sinatra et la Mafia, éditions Payot, 2013
- Georges Ayache, Frank Sinatra. La voix de l'Amérique, éditions Perrin, 2014
- Philippe Crocq et Jean Mareska, Entre chiennes et loups, Éditions Alphée, Jean-Paul Bertrand, 2008
- Anthony Summers et Robbyn Swan, Sinatra, Denoël, 2006
- Richard Havers, Sinatra, Pearson Education France, 2005
- Charles Pignone, Les Trésors de Sinatra (livre, fac-similés et CD), Seuil, 2004
- George Jacobs, Ma vie avec Frank Sinatra, Michel Lafon, 2003
- Éric Neuhoff, Histoire de Frank, Fayard, Paris, 2003
- John Lahr, Sinatra : L'artiste et l'homme (livre et CD), Mille et une nuits, 1999
- Esme Hawes, Le Petit inédit de Frank Sinatra, Gremese Editore, 1998
- Nancy Sinatra, Frank Sinatra - Une figure de légende, Palma, 1997
- Lew Irvin, Sinatra - Une vie en chansons, Éditions Soline, 1996
- Jean-Pierre Coursodon et Bertrand Tavernier, 50 ans de cinéma américain, Omnibus, 1995
- Nancy Sinatra, Frank Sinatra - Mon père, Michel Lafon, 1989
- Kitty Kelley, Frank Sinatra, Presses de la Cité, 1986
- Jean Tulard, Dictionnaire du cinéma, Robert Laffont - Bouquins, 1984
- Christian Dureau et Christophe L., Frank Sinatra - Album photos, éditions Pac, 1984
- Jonathan Byrd, Les plus belles histoires d'amour de Hollywood : Frank Sinatra, Balland, 1981
- Anthony Scaduto, Frank Sinatra Presses de la Cité, 1977
- Jack Harvey, Monsieur Sinatra, Albin Michel, 1976

### Ouvrages en anglais
- (en) Terry O'Neill, Sinatra : Frank and Friendly - A Unique Photographic Memoir of a Legend, Evans Mitchell Books, 2007  (ISBN 978-1-9012-6832-4)
- (en) Jeanne Fuchs et Ruth Prigozy, Frank Sinatra: The Man, the Music, the Legend, University of Rochester Press, 2007  (ISBN 978-1-5804-6251-8)
- (en) Vincent Falcone et Bob Popyk, Frankly - Just Between Us: My Life Conducting Frank Sinatra's Music, Hal Leonard, 2005  (ISBN 978-0-6340-9498-9)
- (en) Chris Ingham, The Rough Guide to Frank Sinatra : The Songs. The Films. The Style, Rough Guides Ltd, 2005  (ISBN 978-1-8435-3414-3)
- (en) Tom Rednour, Songs by Sinatra: A Unique Frank Sinatra Songography, Worldcrafters, 1998
- (en) Robert Sullivan et les rédacteurs de Life, Remembering Sinatra: A Life in Pictures, Time Life Education, 1998  (ISBN 978-1-8830-1347-9)
- (en) Shawn Levy, Rat Pack Confidential, Broadway Books, 1998  (ISBN 978-0-3854-9576-9)
- (en) Armand Eisen, Sinatra: Behind Blue Eyes, Andrews McMeel Publishing, 1998  (ISBN 978-0-8362-7156-0)
- (en) Fred Dellar, Sinatra: His Life and Times, Omnibus Press, 1995  (ISBN 978-0-7119-4978-2)
- (en) Vitto R. Marino et Anthony C. Furfero, Official Price Guide to Frank Sinatra Records and CDs, House of Collectibles, 1993  (ISBN 978-0-8763-7903-5)
- (en) Gary L. Doctor, The Sinatra Scrapbook, Citadel, 1991  (ISBN 978-0-8065-1250-1)
- (en) Giuseppe Marcucci, Sung by Sinatra, Florence, International Sinatra Society, 1988
- (en) Alan Frank, Sinatra, Hamlyn, 1984
- (en) Norm Goldstein et l'Associated Press, Frank Sinatra: Ol' Blue Eyes, Holt McDougal, 1982  (ISBN 978-0-0306-1921-2)
- (en) Guy Yarwood, Sinatra in His Own Words, Omnibus Press, 1982
- (en) Albert I. Lonstein et Vitto R. Marino, The Revised Compleat Sinatra, Sondra M. Lonstein, 1979
- (en) John Ridgway, The Sinatrafile, John Ridgway Books, 1977
- (en) Earl Wilson, Sinatra - An Unauthorized Biography, New American Library, 1976
- (en) Gene Ringold et Clifford McCarty, The Films of Frank Sinatra, Citadel Press, 1971
- (en) E.J. Kahn Jr, The Voice: The Story of an American Phenomenon, Harper & Brothers, 1947  (ISBN 978-1-1275-4995-5)

### Ouvrages en italien
- (it) Gildo De Stefano, Frank Sinatra, Venise, Marsilio, 1991, 210 p. (ISBN 88-317-5510-2)
- (it) Gildo De Stefano, The voice : vita e italianità di Frank Sinatra, Rome, Coniglio, 2011, 189 p. (ISBN 978-88-6063-259-3)